# Östra häradsdräkt

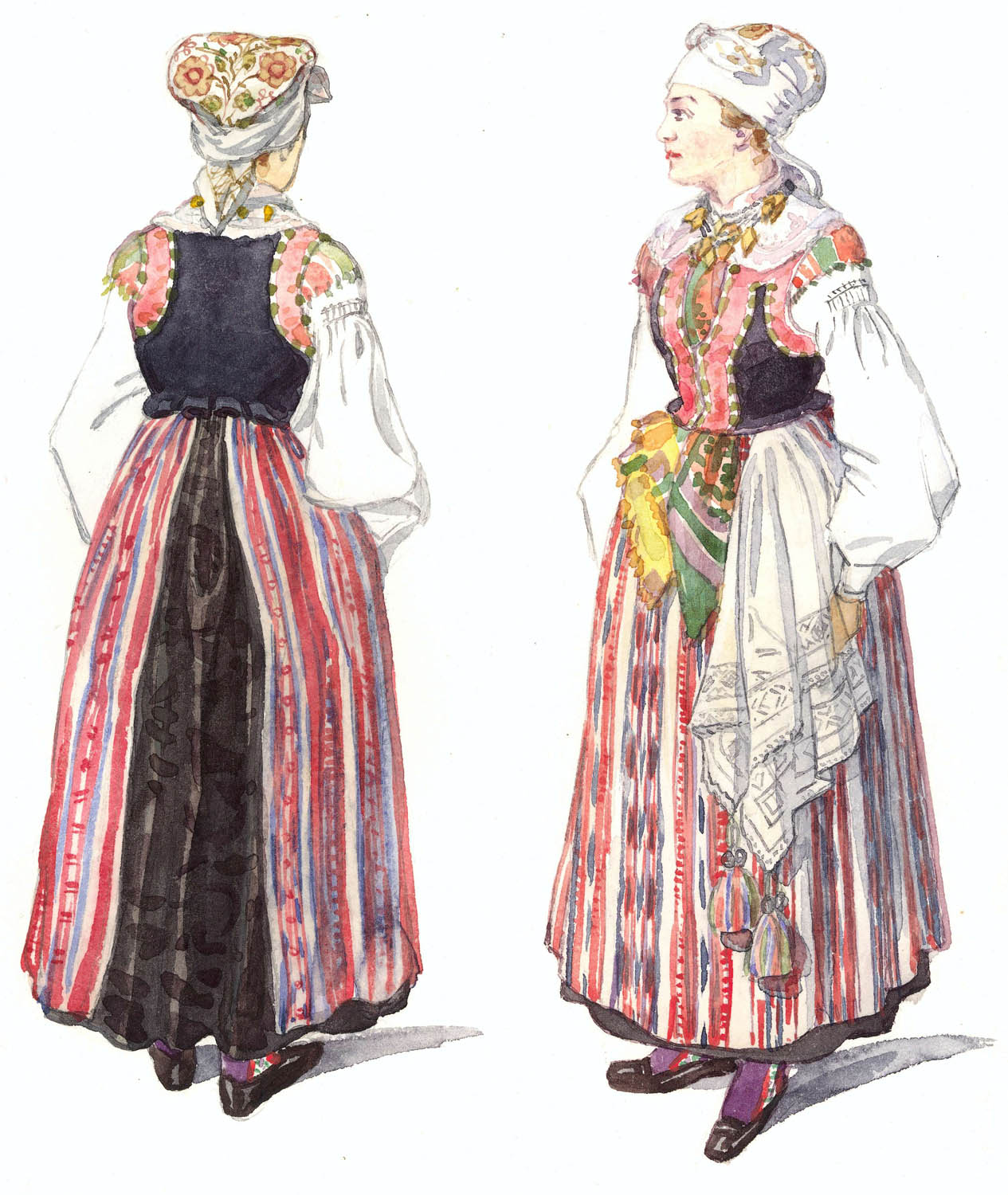
Kvinnodräkt, Östra härad, Blekinge. Akvarell av Emelie von Walterstorff - Nordiska Museet - NMA.0035301

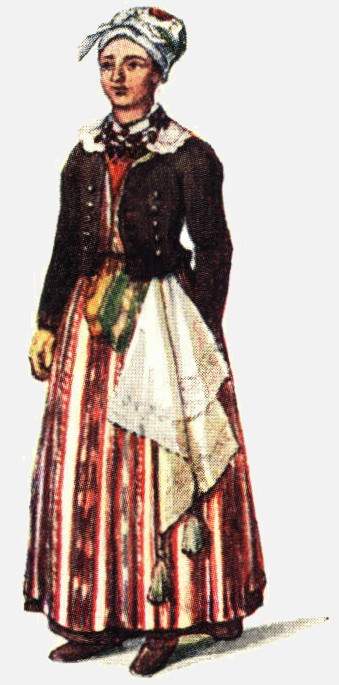
Folkdräkt, Östra härad, Nordisk familjebok

Östra häradsdräkt är en folkdräkt (eller bygdedräkt) från Östra härad, Blekinge län.  

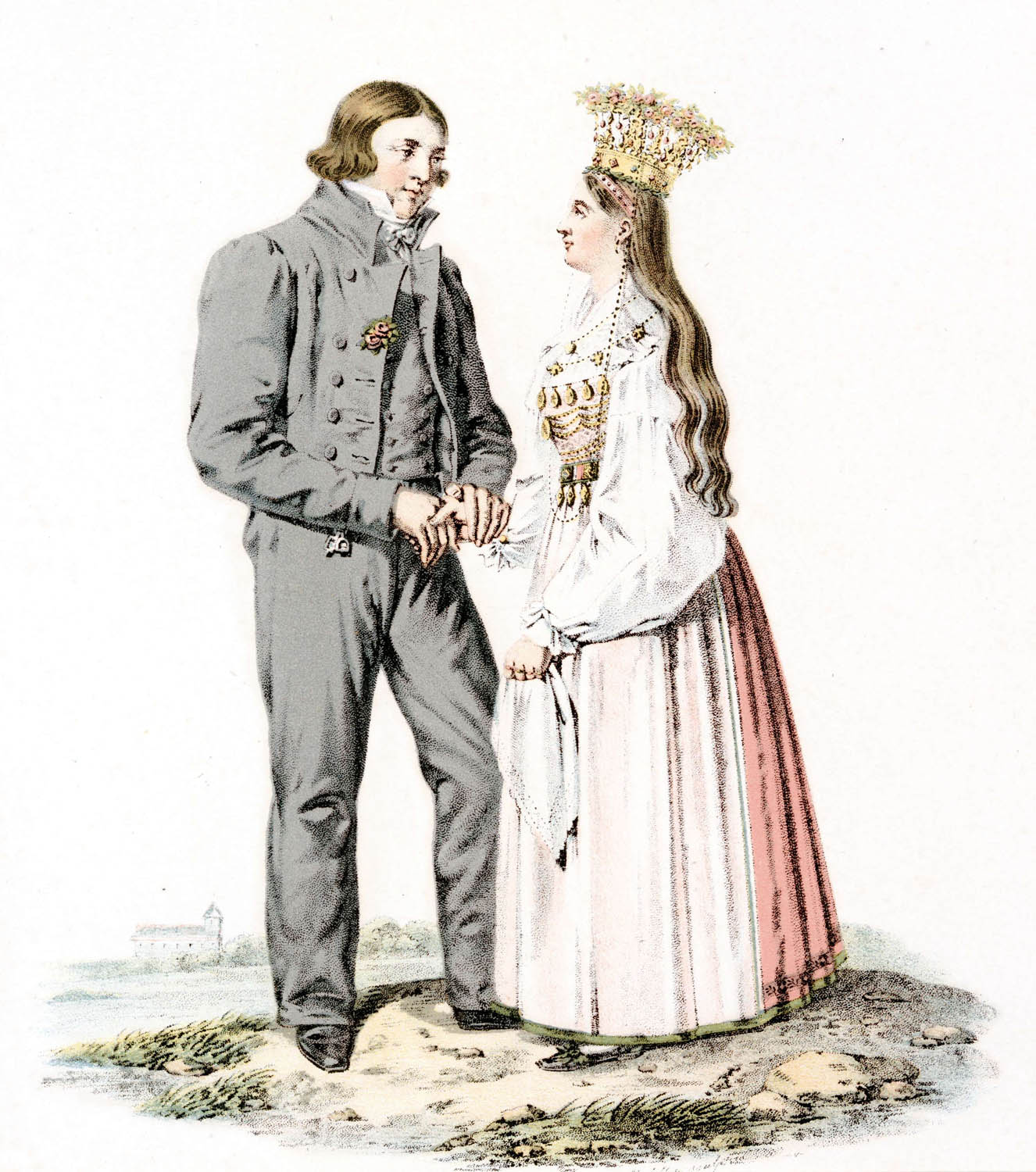
Brudpar. Folkdräkter, Östra härad, Jämjö socken, Blekinge. Bildtryck - Nordiska Museet - NMA.0035431

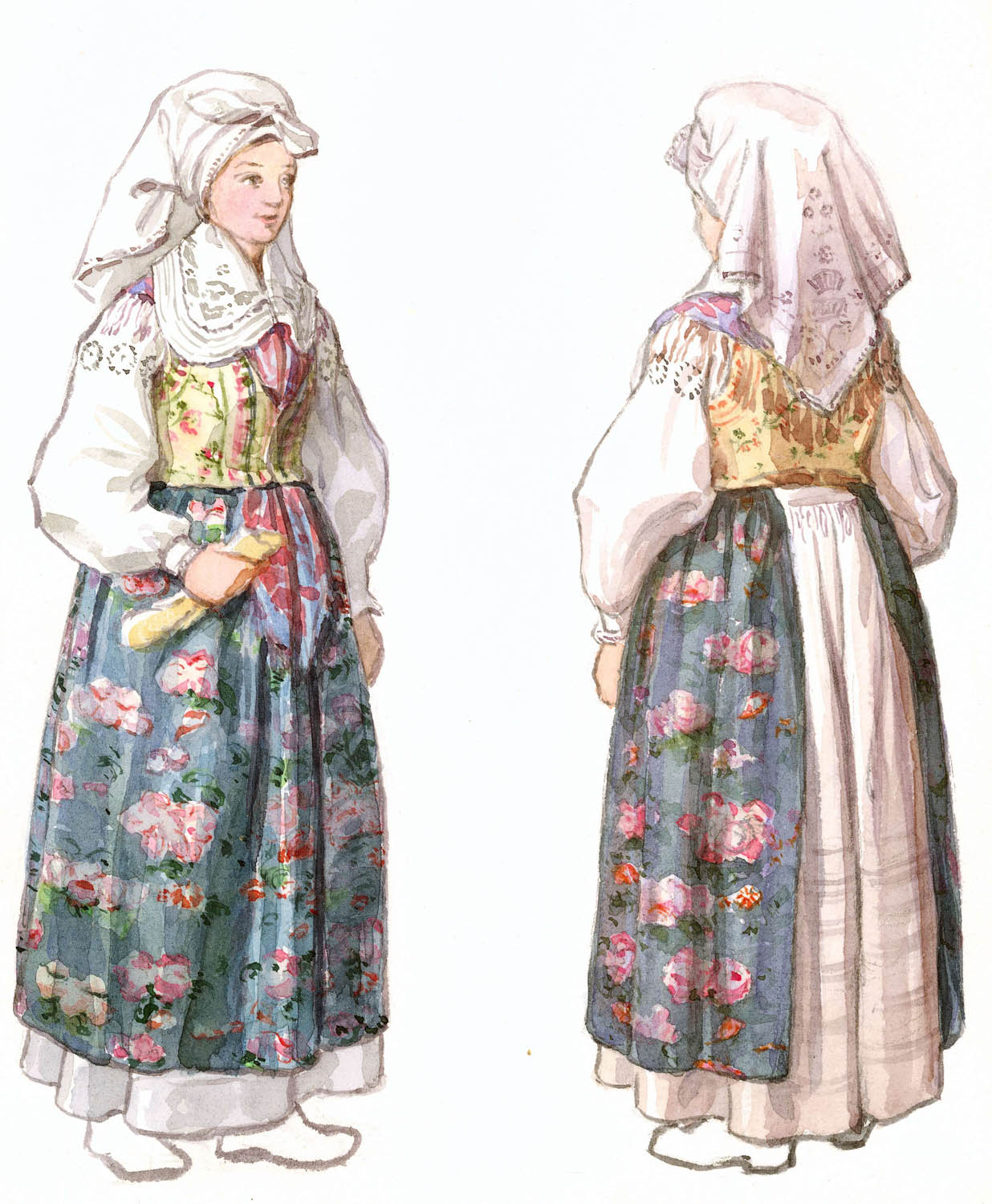
Kvinnodräkt, Jämjö socken, Östra härad, Blekinge. Akvarell av Emelie von Walterstorff - Nordiska Museet - NMA.0035302

## Kvinnodräkt
Dräkten består av:
- tröja

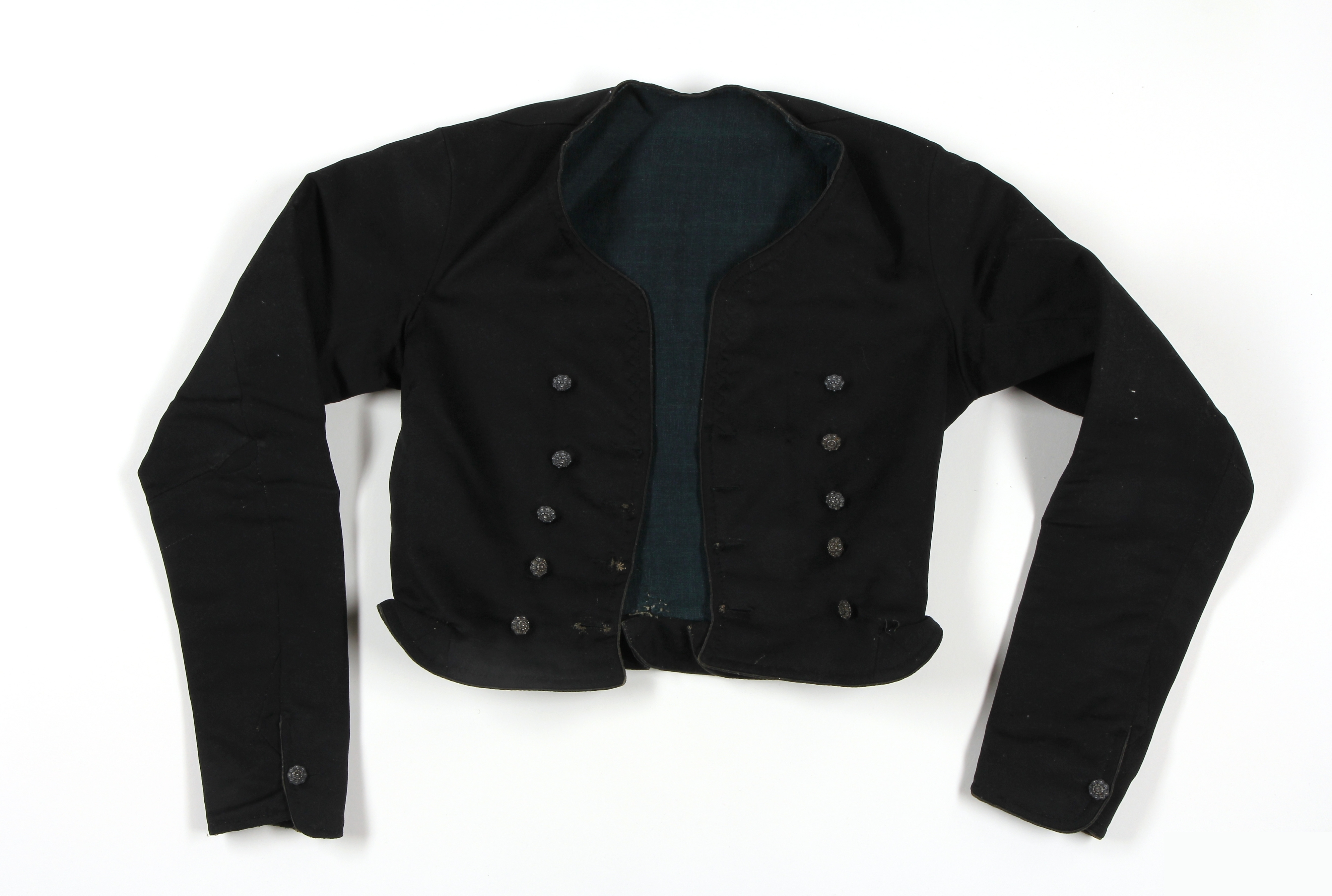
Kvinnotröja av svart fint kläde
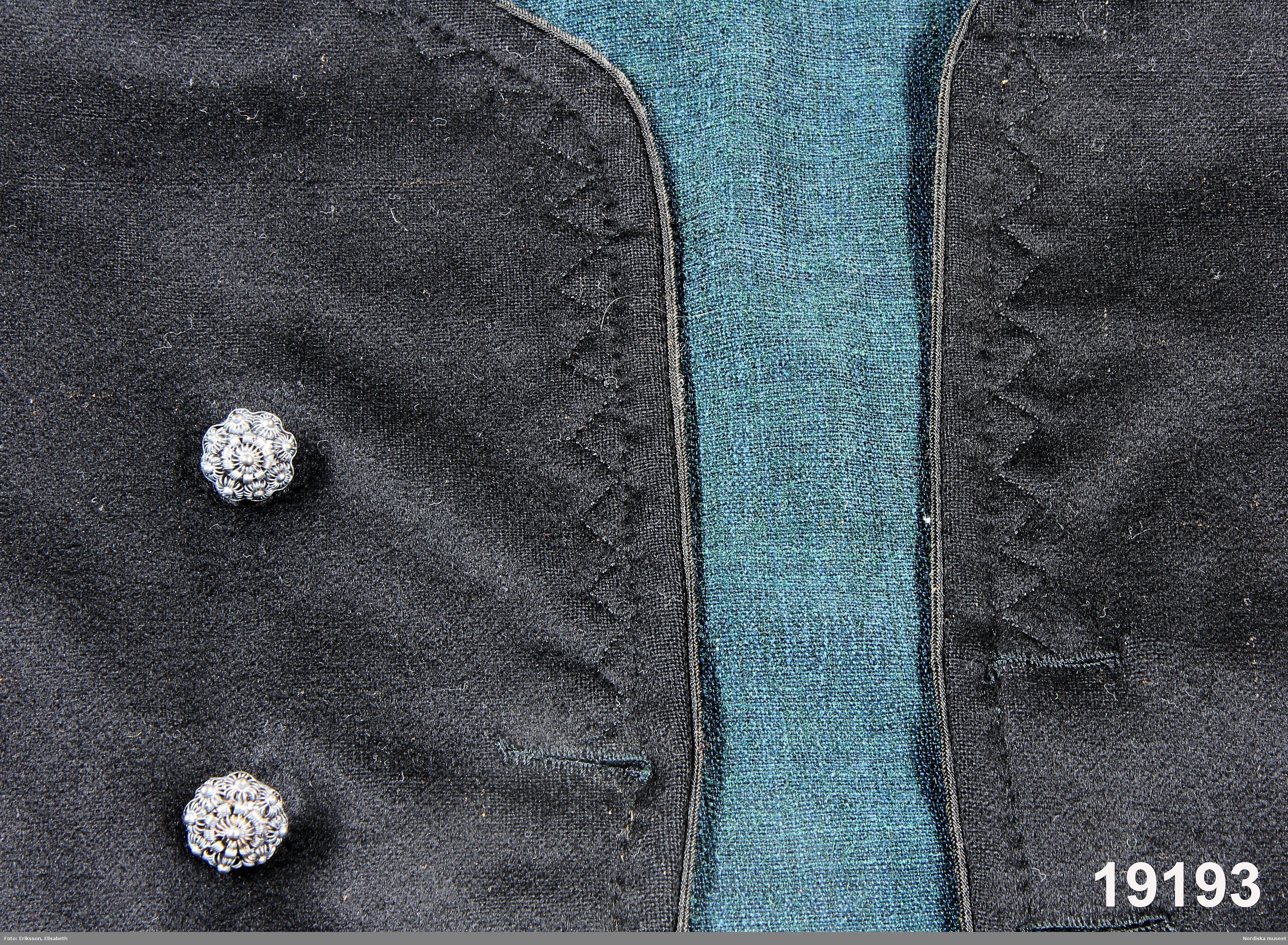
Kvinnotröja av svart fint kläde
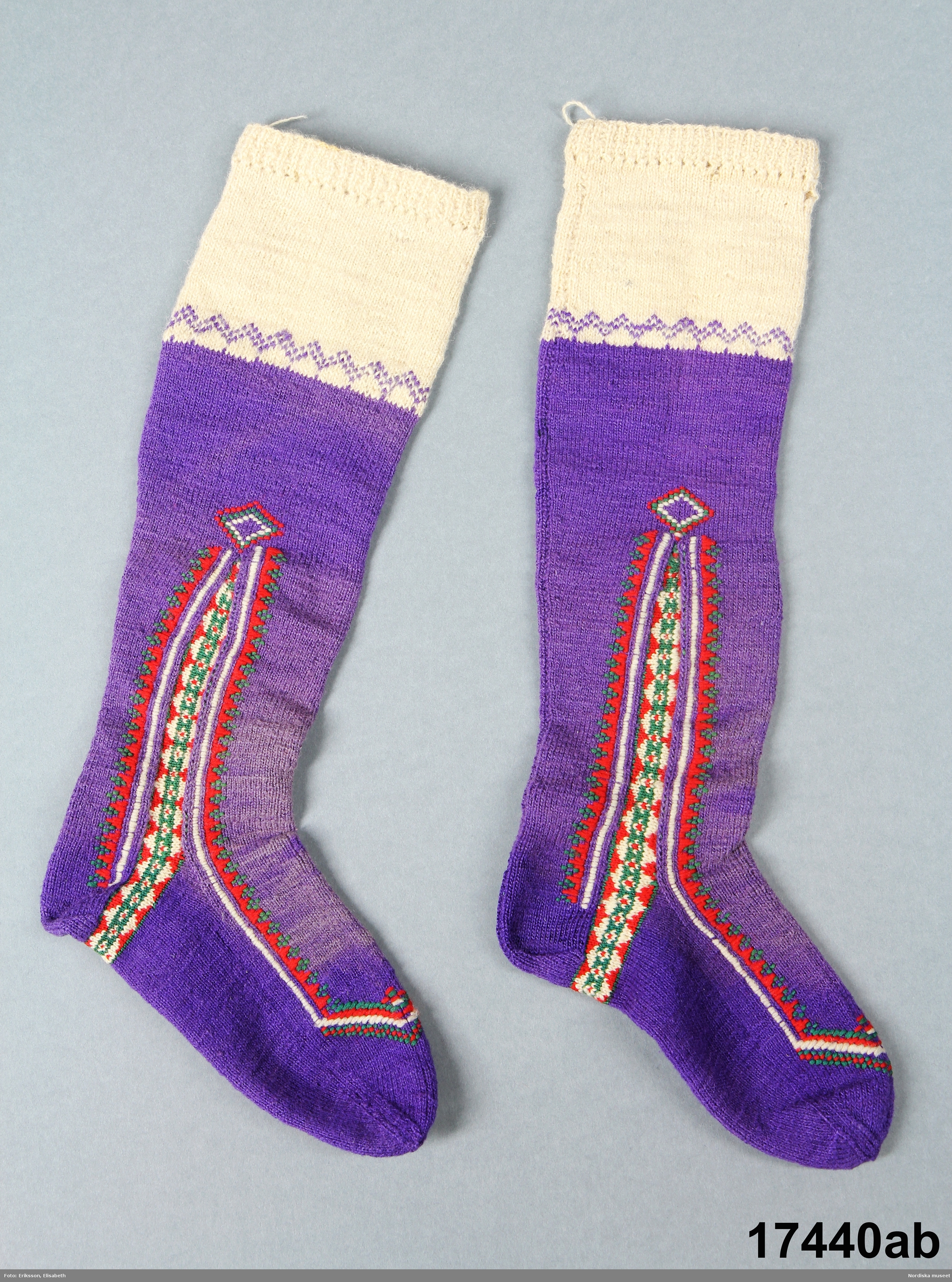
Kilstrumpor Östra hd Lösen